# Chinnapaganahalli, Malur
Chinnapaganahalli là một làng thuộc tehsil Malur, huyện Kolar, bang Karnataka, Ấn Độ.